# Britta Bendixen
Britta Bendixen (* 11. Juli 1968 in Flensburg) ist eine deutsche Schriftstellerin. Bekannt ist sie hauptsächlich für ihre Regionalkrimis, die im Raum Flensburg spielen.

## Leben
Bendixen besuchte in Flensburg zunächst die Hauptschule, die sie 1983 abschloss. Anschließend machte sie den Realschulabschluss und besuchte sodann die Höhere Handelsschule. 1989 begann sie ihre Ausbildung zur Rechtsanwalts-  und Notariatsfachangestellten, die sie 1992 erfolgreich beendete. Während dieser Zeit schrieb sie einen Roman, der zwanzig Jahre später veröffentlicht wurde. In den folgenden Jahren arbeitete sie in mehreren Anwaltskanzleien, gründete eine Familie und verlor das Schreiben aus den Augen. Erst im Mai 2012 fiel ihr das in ihrer Jugendzeit verfasste Manuskript wieder in die Hände. Sie überarbeitete das Grundmanuskript vollständig und veröffentlichte 2013 das Ergebnis Puppenspiel mit Dame als E-Book.
Alsdann wandte sie sich dem Thema Regionalkrimi zu. Ihr erster Versuch in dieser Hinsicht wurde 2014 vom Boyens Buchverlag unter dem Titel Höllisch heiß veröffentlicht. In diesem Krimi-Debüt hatten die Flensburger Kommissare Carsten Andresen und Lutz Weichert ihren ersten Auftritt. 
Wenig später wurde Bendixen Mitglied beim Flensburger Autorentreff, mit dem sie regelmäßig Lesungen in der Region veranstaltet. Seit der Ernennung des Autorentreffs zum Verein gehört sie zum Vorstand. 
Britta Bendixen nahm an diversen Schreibwettbewerben teil, häufig mit Erfolg. Ihre Liebesgeschichte Der Trick mit der X-5000 errang 2015 den 3. Platz in einer Baumarkt-Anthologie (Hrsg. Marten Petersen). Im selben Jahr belegte sie den 3. Platz im Rindlerwahn-Schreibwettbewerb.
Im Frühjahr 2016 erschien ihr Buch Flensburg – Um drei bei Eduscho im Wartberg Verlag. Darin enthalten sind Anekdoten über die jüngste Geschichte ihrer Heimatstadt, angereichert mit persönlichen Erlebnissen aus Kindheit und Jugend. 
Ab Sommer 2016 schrieb sie Artikel für das Magazin Friesenanzeiger. Hier war sie insbesondere zuständig für alles, was mit der BL-Handballmannschaft SG Flensburg-Handewitt zu tun hatte, deren Erfolge sie seit vielen Jahren verfolgt. In diesem Zusammenhang führte sie auch Interviews mit Spielern und Trainern und nahm an den Saison-Pressekonferenzen 2016 und 2017 teil. Aus Zeitgründen gab sie die Tätigkeit für den Friesenanzeiger im Frühjahr 2017 auf. 
Im Herbst 2016 errang sie mit der Kurzgeschichte Zwischen Kap und Känguru im Rindlerwahn-Schreibwettbewerb den 1. Platz. 2017 erschien ihr Regional-Krimi Der Kuss des Panthers, wieder im Boyens Buchverlag. 
Ein weiterer Fall der Kommissare Andresen & Weichert erschien im Januar 2018 im Selbstverlag. Die Handlung spielt in der norddeutschen Region und in Berlin. Dieser Roman Das Geheimnis der Anhalterin passte somit nicht in das regional geprägte Programm des Boyens Verlags. Dennoch schaffte Bendixen mit diesem Buch, in dem die Akteure aus Höllisch heiß einen weiteren Auftritt haben, einen Achtungserfolg. Der Kriminalroman wurde von Neobooks zu einem Monatsfavoriten für März 2018 gekürt.
Im Frühjahr 2020 erschien im C. W. Niemeyer Verlag, Hameln, der mittlerweile 4. Fall für die Kommissare Andresen & Weichert: Der Tote im Camper. Schauplatz ist der Campingplatz auf der Halbinsel Holnis nebst der näheren Umgebung. 
Ihre zahlreichen Kurzgeschichten aus den unterschiedlichsten Genres Krimi, Drama, Humor, Historisch, Lovestory, Fantasy hat Britta Bendixen ab 2015 gesammelt und mittlerweile drei Bände ihrer PatchWords-Reihe veröffentlicht. Da sie sich besonders im Krimi-Genre heimisch fühlt, erschien 2019 ein Sammelband mit Kurzkrimis unter dem Namen Mitten ins Herz & weitere kriminelle Kurzgeschichten. Darunter sind auch drei Geschichten mit den Kommissaren Andresen & Weichert aus ihren Regionalkrimis.
Um sich mit anderen Autoren austauschen zu können, gründete Bendixen im Juni 2020 ein Internet-Forum für alle, die sich gern mit dem Schreiben beschäftigen.
Britta Bendixen interessiert sich für die englische Geschichte des Mittelalters, reist und fotografiert gern. Mit ihrer Familie lebt sie in Handewitt bei Flensburg.

## Kriminalromane
- Höllisch heiß – ein Ostsee-Krimi. Boyens Buchverlag, Heide 2014, ISBN 978-3-8042-1393-7.
- Der Kuss des Panthers – ein Ostsee-Krimi. Boyens Buchverlag, Heide 2017, ISBN 978-3-8042-1454-5.
- Das Geheimnis der Anhalterin. Kriminalroman, Neobooks 2018, ISBN 978-3746713830
- Der Tote im Camper. Kriminalroman, C. W. Niemeyer Verlag, Hameln, 2020, ISBN 978-3827195432

## Kurzgeschichten
- PatchWords. neobooks München 2015, ISBN 978-3-7412-7516-6.
- Flensburg – Um drei bei Eduscho. Wartberg Verlag 2016, ISBN 978-3831321483.
- PatchWords – Reloaded, BoD 2016, ISBN 978-3741275166
- PatchWords – a la carte, BoD 2018, ISBN 978-3746009957
- Mitten ins Herz. Kurzkrimis, Nova MD, 2019, ISBN 978-3964433039

Hinzu kommen weitere Kurzgeschichten als Book-on-Demand.

## Anthologien (Auswahl)
- Der Teufel soll dich holen! in Sara König (Hrsg.), Helen B. Kraft (Hrsg.): Tierische Teufel, teuflische Tiere. Machandel-Verlag Haselünne 2015, S. 45–54, ISBN 978-3-939727-88-0
- Billardabend in Nadine Roggow (Hrsg.), Wolf Awert (Hrsg.): Das Schwein hat blaue Augen. Schreiblust-Verlag 2016, S. 77–82, ISBN 978-3-9816481-5-7
- Für immer in Sarina Stützer (Hrsg.), Sabine Cremer (Hrsg.): Wenn das rauskommt. Schreiblust-Verlag 2017, S. 233–240 ISBN 978-3-9816481-8-8
- Künstlerpech in Britta Bendixen’s Künstlerpech & 13 weitere Kurzkrimis. Hybrid Verlag Pirmasens 2016, S. 5–34, ISBN 978-3-946820-06-2
- Gipfeltreffen in Jutta Ehmke (Hrsg.), Silke Alagöz (Hrsg.): Das Vermächtnis der Astronautengötter. Verlag Saphir im Stahl Bickenbach 2018, ISBN 978-3-943948-97-4
- Begegnung zartbitter in Endlich(er) Urlaub. Hybrid-Verlag, 2018 ISBN 978-3946820093

## Sonstiges
- Puppenspiel mit Dame. Neobooks München 2014, ISBN 978-3-8476-4606-8
- Meine Suche nach Dornröschen – … und andere märchenhafte Kurzgeschichten., Neobooks München 2015, ISBN 978-3-7380-1647-5